# San Casciano in Val di Pesa
San Casciano in Val di Pesa es un municipio italiano de 16,169 habitantes perteneciente a la ciudad metropolitana de Florencia. Está situado en las Colinas de Chianti, entre el valle de la Pesa y el de la Greve, 15 km al sur de la ciudad de Florencia y unos 40 km al norte de Siena.
Esta comunidad limita con Greve in Chianti, Impruneta, Montespertoli, Scandicci y Tavarnelle Val di Pesa.
Es un renombrado centro poblacional sobre todo por su vinos, en especial el Chianti Clásico, conocido en todo el mundo, aunque también por la excelente calidad de su aceite de oliva y los productos agrícolas en general.
En 1512 Maquiavelo se refugió en una de sus posesiones de este lugar a causa de su exilio por pertenecer a una conspiración contra los Médici. En este lugar empezó a escribir sus grandes obras, como El Príncipe.
Desde principios de los 80 San Casciano se hizo famoso debido a las noticias nacionales e internacionales que la relacionaban con los asesinatos del Monstruo de Florencia.

## Evolución demográfica
| Gráfica de evolución demográfica de San Casciano in Val di Pesa entre 1861 y 2001 |
|                                                                                   |
| Fuente ISTAT - elaboración gráfica de Wikipedia                                   |

- Datos: Q82822
- Multimedia: San Casciano in Val di Pesa / Q82822

1. ↑  Worldpostalcodes.org, código postal n.º 50026.
2. ↑  «Codici Catastali». Comuni-italiani.it (en italiano). Consultado el 29 de abril de 2017.